# Amrum
Amrum (en allemand : /ˈamʁʊm/,, ? Écouter [Fiche]; en frison septentrional Oomram) est une île allemande de la mer du Nord faisant partie îles frisonnes septentrionales. D'une superficie d'environ 20 km2 et comptant 2 400 habitants, elle est rattachée à l'arrondissement de la Frise septentrionale (Kreis Nordfriesland) dans le Land de Schleswig-Holstein. Elle comprend les trois communes de Nebel, Norddorf et Wittdün.

## Géographie

### Situation et environs
Amrum est l'une des îles frisonnes septentrionales, tout comme Sylt et Föhr. Avec une superficie de 20,46 km2, c'est la dixième plus grande île d'Allemagne. À l'ouest, Amrum est bordée par le banc de sable du Kniepsand, situés le long de l'île, qui se trouve lui-même en bordure de la mer du Nord. À l'est, Amrum est bordée par la mer des Wadden. L'île voisine de Föhr, à l'est, peut être atteinte, à marée basse, par une randonnée d'environ 8 km dans l'estran. Ce dernier est coupé au centre par l'Amrumtief, qui débouche au sud dans la plaine alluviale de Norder. Amrum est séparée de l'île voisine de Sylt au nord par le Vortrapptief et des Halligen au sud par le Rütergat.
Les cinq villages de l'île se trouvent principalement dans la partie orientale - du nord au sud - Norddorf, Nebel, Süddorf, Steenodde et Wittdün.

### Géologie et hydrologie
Le noyau de terre d'Amrum mesure environ 6 km de long et 2,5 km de large. Il est délimité par la ligne Leuchtturm-Steenodde, la rive de la mer des Wadden de Steenodde à Norddorf et le bord ouest de la dune et est formé par une moraine de l'époque saalienne, peu bombée, qui s'est formée il y a environ 125 000 ans. Des accumulations de sable se sont formées au nord et au sud de ce noyau de terre et, dans la partie centrale, le Kniepsand, dont la superficie est d'environ 10 km². Depuis les XIIIe et XIVe siècles, la migration du sable a entraîné la formation de 9 km2 de dunes, dont certaines sont recouvertes de végétation. Le point le plus élevé est la dune A Siatler (en allemand : Setzerdüne), qui culmine à 32 mètres au-dessus du niveau de la mer. Elle se trouve au sud-ouest de Norddorf et est équipée d'une plate-forme servant de point de vue.
Au nord de Norddorf se trouve le marais de Norddorf, d'une superficie d'environ 0,5 km2. Entre Steenodde et Wittdün se trouve une autre zone de marais, plus petite. Les deux zones sont protégées contre les inondations par des digues. 
Sur la crête de l'île se trouvent des zones de forêt et de lande qui forment une bande orientée nord-sud. À l'ouest, on trouve une zone de dunes sur toute la longueur de l'île. La largeur maximale de cette zone est de plus d'un kilomètre et sa longueur d'environ 12 km. Au total, elle occupe environ 700 hectares. On y trouve des dunes primaires, des dunes blanches et des dunes grises. Plusieurs anciennes dunes mobiles ont été végétalisées. En raison des vastes zones protégées, les dunes d'Amrum sont les seules de la côte ouest à être utilisées par les mouettes et les canards pour la nidification. Vers le nord, la zone de dunes se termine par l'Odde. 
À l'ouest de la ceinture de dunes, le Kniepsand s'étend sur toute la longueur. Il s'agit de l'une des plus larges plages de sable du nord de l'Allemagne. Il ne fait pas géologiquement partie de l'île et sa surface n'appartient pas non plus aux communes de l'île, car il est considéré administrativement comme une zone maritime. Il s'agit d'un sable élevé dont la partie nord était encore séparée d'Amrum par un chenal de marée jusqu'au milieu des années 1960 et qui migre à long terme autour de la pointe nord de l'île. 
Amrum se trouve sur une lentille d'eau douce, dont elle tire son eau potable. 

### Territoire et utilisation des sols
L'île d'Amrum couvre une superficie d'environ 20 km2 (sans compter les 10 km2 de Kniepsand). Le Geest en occupe la plus grande partie avec environ 11 km2. L'agriculture et l'élevage extensifs sont pratiqués sur les surfaces géologiques à l'est de la forêt d'Amrum, ainsi que dans les deux zones marécageuses. Il s'agit en grande partie de pâturages où sont élevés, entre autres, des bovins Angus et Hereford. Des zones industrielles se trouvent à Nebel et Norddorf. 
|                                                            | Nebel | Norddorf | Wittdün | Total |
| ---------------------------------------------------------- | ----- | -------- | ------- | ----- |
| Surfaces d'habitat et de transport                         | 157   | 63       | 56      | 276   |
| Total des bâtiments et des espaces libres en hectares      | 107   | 39       | 30      | 176   |
| dont logement                                              | 87    | 29       | 23      | 139   |
| dont artisanat/industrie                                   | 5     | 1        | 1       | 7     |
| Surfaces d'exploitation (sans les terrains d'extraction)   | 2     | 1        | 1       | 4     |
| Surface totale de loisirs en hectares                      | 8     | 4        | 8       | 20    |
| dont espaces verts                                         | 2     | 1        | 7       | 10    |
| Surface du cimetière                                       | 1     | -        | -       | 1     |
| Surfaces de transport                                      | 39    | 18       | 17      | 74    |
| dont routes, chemins, places                               | 39    | 18       | 11      | 68    |
| Total des terres agricoles                                 | 454   | 131      | 19      | 604   |
| dont marais                                                | -     | -        | -       | -     |
| dont bruyères                                              | 47    | 9        | 9       | 65    |
| Surfaces de forêts                                         | 150   | 25       | 9       | 184   |
| Surfaces d'eaux                                            | 4     | 8        | 7       | 19    |
| Terrains d'exploitation                                    | -     | -        | -       | -     |
| Surfaces d'autres utilisations (sans surface de cimetière) | 431   | 364      | 169     | 964   |
| dont Unland                                                | 427   | 364      | 169     | 960   |
| Surfaces totales                                           | 1196  | 590      | 260     | 2046  |

### Mesures pour la protection de l'île et des côtes
Amrum est très stable sur le plan de la position dans la mer. Il n'y a pas eu de grandes pertes dans l'évolution du littoral par le passé. Des restes de tombes de blocs erratiques datant de l'âge de la pierre dans la mer du Nord peu profonde au nord-ouest d'Amrum indiquent que le socle de l'île était autrefois plus grande et qu'elle a été érodée par la mer. Néanmoins, l'érosion côtière au large de Wittdün a été contrecarrée par la construction d'ouvrages longitudinaux et transversaux. Les marais de Wittdün et de Norddorf sont protégés par des digues de débordement contre les inondations venant de l'est dans une mesure limitée. Pour protéger le marais de Norddorf contre les inondations venant de l'ouest, des digues ont été construites du côté de la mer dans des espaces vides dans les dunes, qui sont actuellement entièrement recouvertes de sable. Côté mer de Wadden, devant Norddorf et Nebel, il existe des champs d'épandage. À l'extrême nord-est de l'île se trouve l'Amrumer Odde, qui n'a pas encore profité du développement du Kniepsand. Là, les dunes périphériques sont en partie si étroites que des percées de dunes sont possibles de manière isolée lors de fortes marées de tempête.

### Divisions administratives

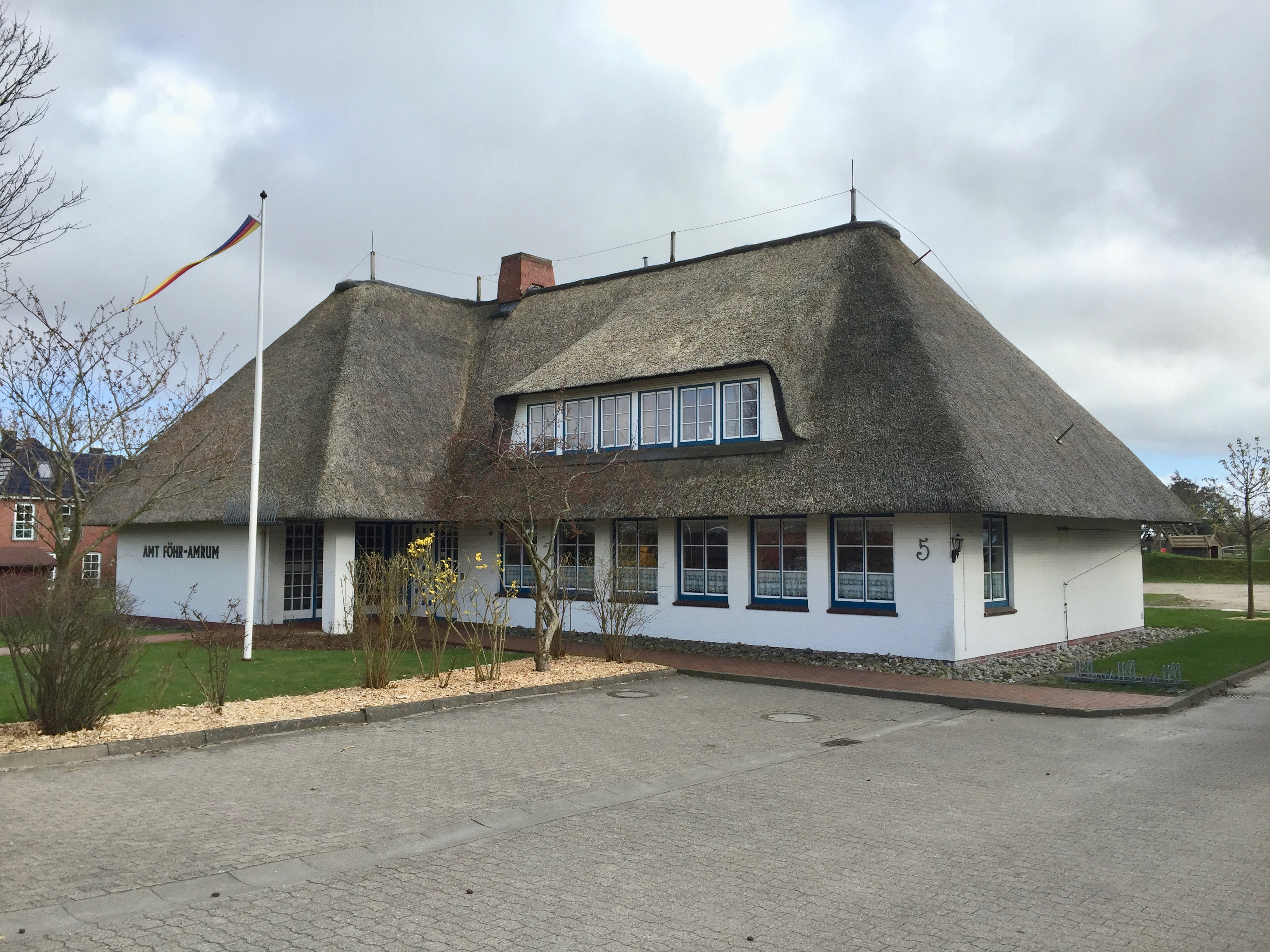
Antenne de l'Amt de Föhr-Amrum à Nebel.

Amrum a fait partie du district de Tondern à partir du XIXe siècle (à partir de 1920 : district de Südtondern). À la suite de la réforme des districts de 1970, la plus grande partie du district de Südtondern a été fusionnée avec les districts d'Eiderstedt et de Husum le 26 avril 1970 pour former le nouvel arrondissement de Frise-du-Nord, dont Amrum fait partie depuis lors.
Le 27 juin 1871, toutes les localités de l'île se sont regroupées pour former la commune rurale d'Amrum. En 1889, le district d'Amrum a été créé. Après la séparation de Wittdün (13 octobre 1912) et de Norddorf (25 juillet 1925), le reste de la commune rurale fut rebaptisé Nebel le 23 février 1926. Ces trois communes, qui comptent au total environ 2 300 habitants, existent encore aujourd'hui.
En 1948, la circonscription administrative a été dissoute et les trois communes ont dès lors formé l'Amt d'Amrum, qui a été rattaché en 1970, avec la majeure partie du district de Südtondern, à l'arrondissement de Frise-du-Nord.
Dans le cadre de la réforme des structures administratives, les communes de l'Amt d'Amrum ont fusionné avec les communes de l'île de Föhr le 1er janvier 2007 pour former l'Amt de Föhr-Amrum, dont le siège administratif se trouve à Wyk. L'ancien centre d'arrondissement à Nebel abrite désormais une antenne de l'administration.
La localité la plus au nord de l'île est la station balnéaire de Norddorf. Il a été, avec Süddorf, le premier village de l'île à être mentionné dans un document.
Nebel, situé du côté de la mer des Wadden, est aujourd'hui le plus grand village de l'île. Il a été fondé dans les premières décennies du XVIe siècle comme troisième village insulaire après Norddorf et Süddorf. Le nom du village est probablement dérivé des mots nei et bel, le premier signifiant "nouveau" et le second étant basé sur l'ancien terme danois boli (colonie) (comparer avec Niebüll, Nieblum). Les premières maisons de cette nouvelle colonie se sont regroupées autour de l'église Saint-Clément, qui s'était auparavant dressée pendant deux siècles en plein champ entre le village nord et le village sud. La partie ouest de Nebel est appelée Westerheide. Süddorf fait partie des plus anciens villages d'Amrum et est aujourd'hui un quartier de Nebel. C'est ici que se trouve le phare d'Amrum, à quelques centaines de mètres à l'ouest du village de Wittdün. Steenodde, également un quartier de Nebel et situé du côté de la mer des Wadden, a été pendant de longues années le seul port de l'île, jusqu'à ce que Wittdün le remplace comme principal port de ferry. Großdün est un petit village situé au nord du phare.
La station balnéaire de la mer du Nord de Wittdün se trouve à la pointe sud de l'île et est la plus marquée par le tourisme. 

### Climat
Amrum a un climat maritime. L'île a un climat atlantique et se caractérise par une humidité relative moyenne de 84 % et une température annuelle moyenne d'un peu plus de 8,5 °C. Les températures moyennes se situent entre 14 et 19 °C en août et entre -1 et 3 °C en janvier et février. Le soleil brille en moyenne 4,7 heures par jour ; il y a en moyenne onze jours de pluie par mois. La quantité moyenne de précipitations se situe entre 800 et 850 millimètres. De 1961 à 2000, 15 hivers avec formation de glace ont été enregistrés à la station d'observation de l'Amrumer Schmaltief. La fréquence de formation de glace est donc de 37%. La durée la plus longue d'un hiver glaciaire a été de 72 jours, la moyenne étant de 33 jours.
Amrum jouit d'un climat irritant (Reizklima) en raison de l'air salin et du vent relativement fort.

### Espaces protégés
Amrum compte quatre zones protégées, ainsi que le Parc national de la mer des Wadden du Schleswig-Holstein (partie d'Amrum), dont l'association Öömrang Ferian s'occupe pour le compte de l'Office régional de protection de la nature et de l'environnement et de l'Office régional de la mer des Wadden du Schleswig-Holstein. La réserve naturelle des dunes d'Amrum se trouve à l'ouest de l'île. Elle a été créée en 1971, comprend presque toutes les zones de dunes de l'île et appartient aux trois communes de l'île. L'Amrumer Odde constitue la partie la plus septentrionale de l'île et se situe au nord-est de la localité de Norddorf sur Amrum. La zone a été désignée comme réserve naturelle (NSG) en 1936. La réserve naturelle de la côte est d'Amrum s'étend le long de la ligne de rivage du côté des watts de l'île. La zone de protection du paysage d'Amrum (LSG) couvre l'ensemble de l'île d'Amrum, sans les zones d'habitation et sans les réserves naturelles, soit environ 60% de la superficie de l'île.

## Biologie
La flore et la faune de l'île d'Amrum se caractérisent par la proximité de la mer, mais aussi par des conditions parfois extrêmes, à haute valeur de conservation, qui ont conduit à la formation de communautés végétales et animales rares et de grande valeur écologique.

### Flore
La flore d'Amrum est déterminée par sa situation en bord de mer et par les différents paysages de l'île, généralement pauvres en éléments nutritifs. Sur certaines parties du Kniepsand et dans la large ceinture de dunes poussent des herbes de dunes telles que les Ammophila, ainsi que l'Armoise maritime et de nombreuses autres plantes aimant le sable, comme le Jasione des montagnes, qui fleurit en été dans les endroits protégés des dunes. On trouve également quelques pins de petite taille, courbés par le vent marin, ainsi que des Saules rampants dans les endroits protégés. Jusque dans les années 1950, on y trouvait également le rare Panicaut maritime. Depuis quelque temps, l'espèce est à nouveau plantée sur l'île dans le cadre d'un projet de réintroduction.
À l'est, on trouve des landes, mélangées à des forêts de conifères ou mixtes. En août, la Bruyère commune fleurit sur de grandes surfaces. Ici, comme dans certaines vallées de dunes, on trouve de petites zones marécageuses où l'on trouve par exemple la Droséra à feuilles rondes. La présence de la Gentiane des marais s'est éteinte dans les années 1990.
La forêt d'Amrum a été créée à partir de 1948 sur des terres de bruyère. Avant cette date, il n'y avait que quelques petites plantations autour des bouées pour les oiseaux. Avec 180 hectares de forêt, Amrum possède la plus grande part de forêt de toutes les îles de la mer du Nord. Avec environ 9,3 %, la proportion de forêts est proche de la moyenne du Land de Schleswig-Holstein, mais nettement supérieure à celle des arrondissements de la côte ouest. On y trouve surtout des pins, des épicéas et des bouleaux. Entre-temps, la forêt a en grande partie perdu son caractère artificiel après le reboisement. Depuis 2001, trois à quatre semaines de travail ont lieu chaque année avec des volontaires de l'organisation Bergwaldprojekt, qui s'occupent de la transformation de la forêt en un peuplement adapté à la situation par de nouvelles plantations d'essences feuillues. On trouve également de nombreuses plantes à tous les niveaux, ainsi que de nombreuses espèces de champignons. Sur les surfaces géologiques à l'est de la forêt, on pratique généralement une agriculture extensive. Sur les pelouses maigres des prairies qui s'y trouvent, on trouve de nombreuses espèces végétales comme la Campanule à feuilles rondes, l'Armérie, l'Œillet des chartreux et diverses épervières.
Dans les petites zones marécageuses, on remarque surtout quelques Cyperaceae et le Lychnis fleur de coucou. C'est ici que le sol est le plus fertile. Les sols des jardins d'Amrum sont plutôt pauvres en nutriments et ne permettent qu'à certaines plantes de jardin comme les roses trémières de bien se développer sans engrais spécial.
Sur les marais salants à l'est de l'île, on trouve des associations similaires à celles du Kniepsand. Le Limonium et l'Aster maritime y fleurissent souvent en grand nombre. La Salicorne, plante pionnière, et la Puccinellie maritime sont également fréquentes. 

### Faune
Tout comme la flore, la faune d'Amrum est déterminée par sa situation insulaire dans la mer du Nord. Ainsi, on ne trouve sur l'île que des petits mammifères sauvages tels que des lièvres, des souris, des hérissons et des chauves-souris. Au XIIe siècle, des Lapins de garenne ont été introduits sur Amrum comme gibier. Ils peuplent encore l'île aujourd'hui. Une renarde pleine a été lâchée sur l'île vers l'an 2000. Elle et ses descendants ont causé de gros dégâts à la faune, mais ont été abattus depuis. Dans la mer et sur les bancs de sable au large d'Amrum, donc dans la zone du parc national, vivent des Phoques communs, des Phoques gris et des Marsouins communs.
En janvier et en décembre, après des ondes de tempête, de jeunes phoques gris sont sporadiquement poussés sur la plage d'Amrum par des femelles, depuis un banc de sable situé au large de l'île, à l'ouest. 
L'avifaune y est particulièrement riche. Amrum est l'une des principales zones de nidification des oiseaux marins en Allemagne. Ainsi, c'est la principale zone de nidification de l'Eider à duvet, mais l'Huîtrier pie, la Tadorne de Belon, la Sterne arctique, le Goéland argenté, le Goéland cendré et le Goéland brun et de nombreuses autres espèces nichent également sur la plage, dans les dunes ou sur la mer des Wadden. À cela s'ajoutent, au moment de la migration, d'énormes nuées d'oiseaux comme le Bécasseau maubèche, la Bernache cravant ou le Bécasseau sanderling, qui trouvent suffisamment de nourriture sur la côte. En outre, on trouve sur Amrum, surtout à l'est de l'île, de nombreuses espèces d'oiseaux chanteurs. Les Faisans de Colchide ont également été introduits comme gibier de chasse et sont fréquents. 
Le Lézard vivipare ainsi que les amphibiens tels que la Grenouille des champs, le Crapaud calamite et le Triton ponctué sont d'autres représentants des vertébrés terrestres. 
Amrum est également riche en espèces d'insectes et d'araignées. Les papillons - et pas seulement les papillons diurnes - sont particulièrement remarquables. 
Dans la mer qui entoure Amrum, on trouve de nombreuses espèces de poissons typiques de la mer du Nord et de la mer des Wadden, comme la Plie commune et le Hareng. Le nombre et la diversité des autres animaux marins sont également immenses - citons à titre d'exemple le Bernard-l'hermite, le Bulot et l'Arénicole. Ce sont surtout les Crevettes grises, commercialisées à tort sous le nom de "crabes", et les Mytilidés, "récoltées" en grand nombre sur les bancs de sable par des bateaux conchylicoles, qui sont exploitées commercialement. 

## Histoire

### Signification du nom de l'île
La signification du nom de l'île vient peut-être de "Am Rem", qui signifie "bord sableux". Cela se réfère morphologiquement au Kniepsand, situé à l'ouest de l'île d'Amrum. Une autre théorie suppose que l'île doit son nom aux Ambrons qui s'y sont installés autrefois. L'île est mentionnée pour la première fois en 1231 sous le nom d'"Ambrum" dans le Liber Census Daniæ de Valdemar II. C'est là que la présence de lapins sur l'île est attestée pour la première fois.

### Préhistoire et protohistoire

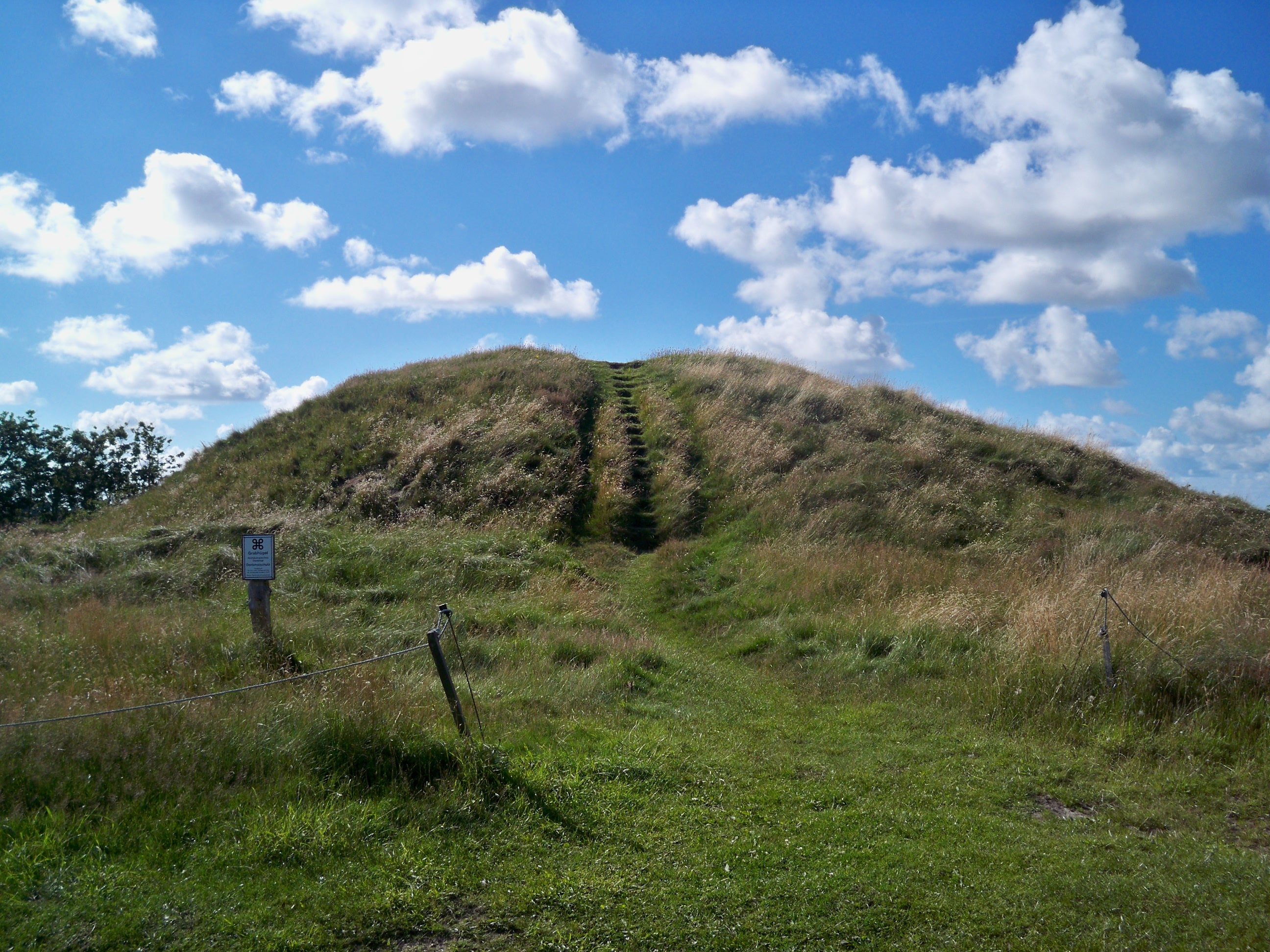
Tumulus de l'âge du bronze d'Esenhugh près de Steenodde

Les plus anciennes traces d'occupation sont les grandes tombes en pierre comme le Hünenbett de Nebel. Elles datent du Néolithique. De nombreux tumulus datant de l'âge du bronze et du fer sont présents, comme l'Esenhugh près de Steenodde.
Dans la zone de dunes à l'ouest de la Vogelkoje Meeram se trouvent les vestiges d'un village de l'âge du fer. On y trouve la réplique d'une maison de l'âge de fer.
La question de savoir si les Ambrons, qui, avec les Cimbres et les Teutons, menaçaient Rome vers 100 av. J.-C., étaient originaires de la région de l'île alors encore reliée au continent, est controversée.
Des vestiges de l'époque viking, tels que des habitations et des foyers, ont été mis au jour à plusieurs endroits de l'île. On suppose qu'un château à tour datant de cette époque se trouve sur la colline Borag (en français : "château") située à l'est de Norddorf. Le Krümwal, une levée de terre d'environ un kilomètre et demi entre Nebel et Steenodde, date probablement aussi de cette époque. 

### Moyen Âge et époque moderne jusqu'à 1890 environ
Au début du Moyen Âge, l'île était peuplée par les Frisons, mais il y avait aussi une certaine population nordique. Au Moyen Âge, Amrum faisait partie de ce que l'on appelle les Uthlande, qui ne sont passés que progressivement sous la domination du roi du Danemark ou du duc de Schleswig. Le Liber Census Daniæ du roi danois Valdemar II datant de 1231 mentionne les deux hundreds de Föhr, Føør voestæ (Westerharde), ainsi que Føør østær (Osterland Föhr), Amrum faisant partie de Westerharde. Amrum est mentionné dans le livre comme Ambrum, hus, ha, co.. Il y avait donc des maisons, des lièvres et des lapins. 
Après les conflits pour le duché de Schleswig entre les rois danois et les comtes de Schauenburg et de Holstein, le Westerharde et List auf Sylt étaient des enclaves du royaume danois et, contrairement aux autres régions voisines, ne faisaient pas partie du duché de Schleswig. Cette situation dura jusqu'en 1864, interrompue de 1460 à 1484 par la mise en gage du hundred à l'évêque de Schleswig Nicolas IV et de 1661 à 1677 ou 1683 par la vente du hundred au comte Hans von Schack.
Amrum était représentée par plusieurs conseillers dans le hundred. En 1697, ils furent remplacés par des "Gangfersmänner", chargés entre autres de collecter les impôts. Parallèlement, le hundred fut transformée en Birk, dirigé par un Birkvogt qui vivait à Föhr. Le pouvoir de l'État n'était généralement représenté que par quelques personnes, voire pas du tout, dans le hundred, de sorte que les habitants restaient indépendants, à l'exception du paiement des impôts. Ils bénéficiaient de privilèges supplémentaires ; ainsi, à partir de 1735, ils n'étaient pas tenus de faire leur service militaire, et ce "pour l'éternité".
Outre la saliculture, l'agriculture et la pêche, la navigation était l'un des principaux secteurs d'activité. Les marins d'Amrum, dont de nombreux capitaines, étaient particulièrement actifs dans la chasse à la baleine et la navigation commerciale entre le XVIIe et le XIXe siècles. Le marin d'Amrum Hark Olufs, qui était tombé dans l'esclavage algérien en 1724, y a été promu général avant de revenir sur l'île en 1736.
Aux XVIIIe et XIXe siècles, le repêchage des navires échoués était une source de revenus importante pour l'île. Ce n'est qu'avec la construction de phares à partir de 1875 et l'utilisation de techniques de navigation plus modernes que le nombre d'échouages sur la côte ouest d'Amrum a fortement diminué.
En 1810, une escarmouche a eu lieu sur Amrum pendant la Guerre de la troisième coalition pour une cargaison de café, la "guerre du café d'Amrum". À cette occasion, un commando anglais fut vaincu et remis à l'administration danoise.
Après la guerre de 1864, Amrum, comme tout le Schleswig, fut gouvernée conjointement par l'Autriche et la Prusse. Puis Amrum passa à la Prusse et devint en 1867 une partie de la province du Schleswig-Holstein. Au début, l'île formait une commune homogène dans le district de Tondern.
Après 1864, plus d'un quart de la population d'Amrum a émigré, en grande partie vers les États-Unis. Aujourd'hui, il y a plus de personnes originaires d'Amrum dans ce pays que sur l'île elle-même. Les liens entre Amrum et les États-Unis sont encore bien entretenus aujourd'hui.

### Depuis le début du tourisme balnéaire
À la fin du XIXe siècle, le tourisme prit un essor rapide et modifia durablement la structure économique de l'île. Le 1er septembre 1885, l'architecte Ludolf Schulze de Waldhausen près de Hanovre adressa aux représentants de la commune de l'île une demande de concession balnéaire pour l'établissement d'une station balnéaire à la pointe sud de Wittdün. La demande fut certes rejetée, mais l'idée d'une station balnéaire était née. C'est ainsi que Volkert Quedens, d'Amrum, et Paul Jansen Köhn, d'Heligoland, prirent l'initiative et construisirent les premiers hôtels à partir de 1889. En 1891, Heinrich Andresen arriva sur l'île. Il fonda une société anonyme, racheta les hôtels et la concession à Quedens et Köhn et construisit un grand "Kurhaus" à la pointe sud de Wittdün et le "Kaiserhof", qui purent être ouverts dès 1892. Contrairement à de nombreuses autres stations balnéaires, de grands bateaux pouvaient également accoster. Le chemin de fer de l'île d'Amrum circula à partir de 1893.
À Norddorf, c'est le pasteur Friedrich von Bodelschwingh qui fut le maître d'œuvre. En 1890, il obtint une autorisation pour la construction d'un complexe qui comporta finalement plusieurs hospices marins. Ils étaient gérés par l'établissement de diaconesses Serapta. Alors que Bodelschwingh aspirait à une station balnéaire d'inspiration chrétienne, des laïcs s'efforçaient également de se lancer dans l'activité de loisirs à Norddorf, notamment par l'intermédiaire de l'hôtelier Heinrich Hüttmann.
Le 13 octobre 1912, la partie sud de l'île devint la commune de Wittdün, et le 25 juillet 1925, la partie nord devint la commune de Norddorf. Le 23 février 1926, le reste de la commune fut rebaptisé Nebel.
Lors du référendum de 1920 sur l'appartenance à l'État, une nette majorité se dégagea en faveur de l'Allemagne, tandis qu'une grande partie du comté de Tondern fut rattachée au Danemark.
À partir des années 1950, une importante activité de construction a eu lieu, notamment à l'ouest de Nebel et à Süddorf. Lors de l'onde de tempête de 1962, les digues de Norddorf et de Steenodde ont cédé, inondant les deux marais d'Amrum. Dans le cadre de l'infrastructure touristique, deux piscines d'eau de mer ont été construites et le pont d'accostage en bois de Wittdün a été remplacé par une grande installation portuaire en béton. Un grand nombre d'hôtels et d'hospices marins datant de l'époque de la fondation ont été démolis. En 1998, le cargo en bois Pallas en feu s'est échoué devant l'île, provoquant une grave pollution par le pétrole. 

## Démographie
Les archives concernant le nombre d'habitants d'Amrum ne datent que du XVIIIe siècle. Le plus ancien registre des habitants de l'île d'Amrum a été établi par le pasteur Wedel en 1716. Le chiffre de 606 habitants qui nous est parvenu pour l'année 1796 devrait également refléter l'état de la population au cours des siècles précédents, car pour une densité de population d'environ 30 habitants par km2, la base économique de l'agriculture et de la pêche est suffisante.
| Année | Nombre d'habitants, |
| ----- | ------------------- |
| 1716  | 552                 |
| 1796  | 606                 |
| 1801  | 533                 |
| 1834  | 580                 |
| 1840  | 585                 |
| 1845  | 626                 |
| 1860  | 660                 |
| 1867  | 522                 |
| 1871  | 571                 |
| 1880  | 667                 |
| 1890  | 980                 |
| 1900  | 923                 |
| 1905  | 1004                |
| 1910  | 972                 |
| 1925  | 1928                |
| 1933  | 1169                |
| 1939  | 1225                |
| 1950  | 1975                |
| 1956  | 1753                |
| 1957  | 1857                |
| 1961  | 1778                |
| 1970  | 1962                |
| 1979  | 2431                |
| 2013  | 2247                |

## Patrimoine naturel et culturel
Amrum est considérée comme la plus diversifiée des îles de la Frise du Nord en termes de paysages. Douze monuments au total sont classés dans les trois communes de l'île. Le nombre de maisons historiques est cependant bien plus important. En outre, on trouve sur toute l'île de nombreuses tombes ou assemblages de pierres datant de l'âge de pierre ainsi que des tumulus de l'âge de bronze et de l'âge viking.
Avec environ 180 ha de forêt, l'île fait partie des îles de la mer du Nord les plus arborées. Le Kniepsand, long de 15 km et large de 1,5 km, est considéré comme l'une des plus grandes plages de baignade d'un seul tenant en Europe. Une grande partie de l'île est recouverte de landes. De vastes étendues s'étendent notamment entre Nebel et Norddorf. De nombreux chemins de planches traversent le vaste paysage de dunes. 

### Phares
Jusqu'en 2016, il y avait quatre phares sur l'île d'Amrum. Le phare d'Amrum est le plus grand de la côte allemande de la mer du Nord et est considéré comme un symbole de l'île d'Amrum. L'édifice mesure 41,8 mètres de haut et se trouve en outre sur une dune de 25 mètres de haut. Il a été mis en service le 1er janvier 1875, peu avant le coucher du soleil. Le phare d'Amrum est le seul à pouvoir être visité. L'ouvrage est ouvert au public pendant le semestre d'été. On accède à la zone d'observation par 197 marches. Le dernier gardien de phare a quitté la tour en 1984 après son automatisation.
Le phare de Norddorf se trouve sur une dune à la limite ouest de la ceinture de dunes d'Amrum. Son architecture contient des éléments de l'art nouveau. La construction a été érigée en 1906. La construction de deux étages repose sur un socle en briques de forme conique d'à peine un mètre de haut et peut être atteinte par un chemin de planches à travers les dunes.

Le phare de Nebel a été construit en 1981 et est presque identique au phare de Wittdün, érigé en 1977 et éteint en avril 1988. Un autre phare, le feu à secteurs de Wriakhörn, se trouvait à environ 550 m du phare d'Amrum, au sud-ouest, sur les dunes. Il a été démonté en septembre 2016 en raison de son état de délabrement. 
|       |
| Amrum |

|       |
| Nebel |

|          |
| Norddorf |

### Moulins
Le moulin à vent d'Amrum, construit en 1770/71 à Nebel, est considéré comme le plus ancien moulin du Schleswig-Holstein. Il se trouve sur la plus haute élévation naturelle du village et est considéré comme un autre symbole de l'île. Le bâtiment est classé monument historique depuis 1967 et est encore entièrement équipé de ses meules. Le moulin sert aujourd'hui de musée et de bureau d'état civil.
Un autre moulin à vent d'Amrum, Bertha, se trouve dans le quartier de Süddorf à Nebel. Il se trouvait autrefois sur l'île voisine de Sylt et est aujourd'hui utilisé comme habitation. Un moulin sur pivot se trouvait auparavant à sa place. Le moulin à vent Bertha a fonctionné jusqu'en 1942. Le moulin n'est plus équipé.
Un autre moulin sur pivot se trouvait à Norddorf, à la sortie sud-est du village. 

### Églises et chapelles

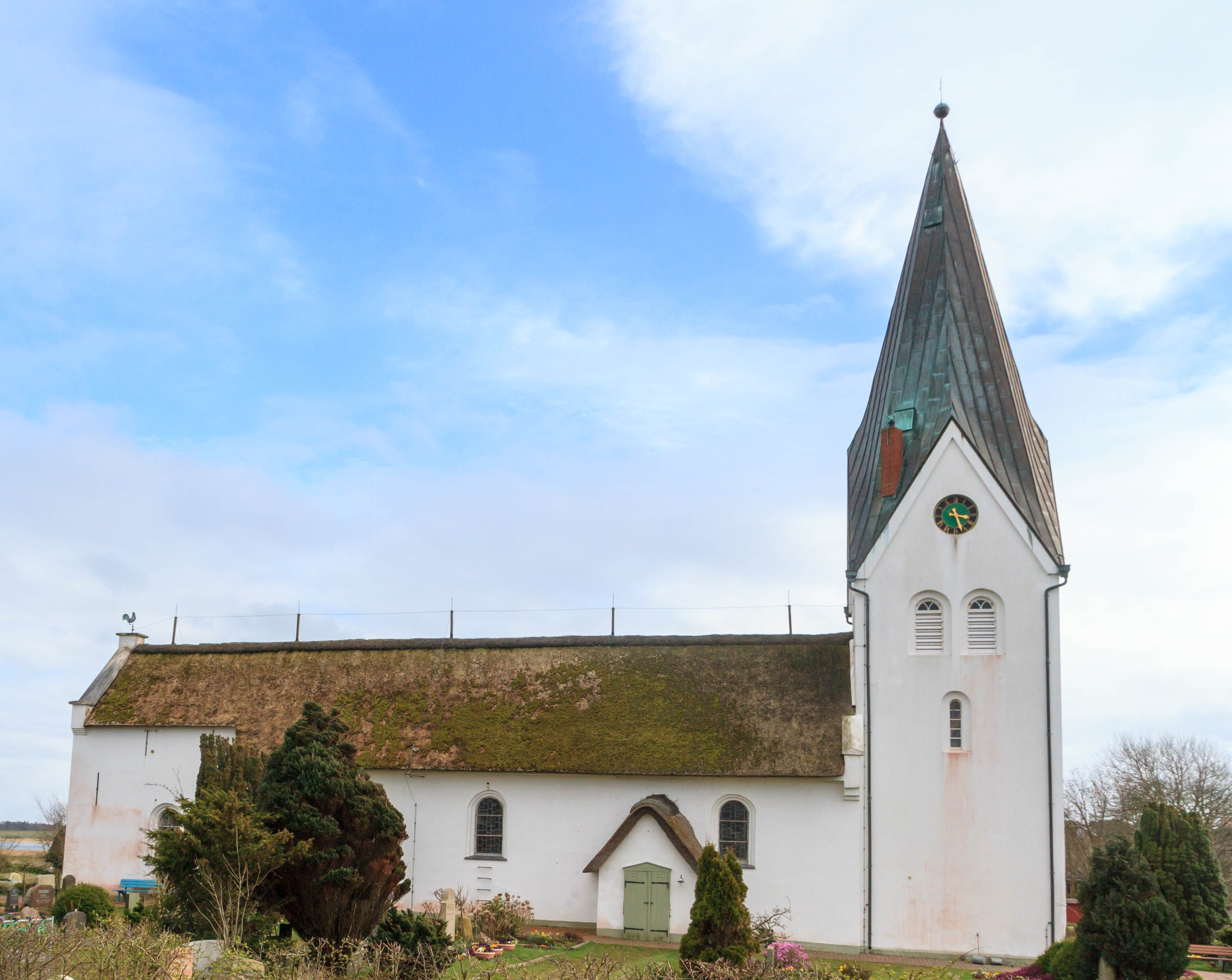
Église Saint-Clément à Nebel

L'église Saint-Clément (öömrang: St. Clemens sark) de Nebel est la plus grande église de l'île. Les habitants des seuls villages de l'île à l'époque, Norddorf et Süddorf, l'ont probablement construite en 1236, car elle est mentionnée pour la première fois dans un document de 1240. La tour à l'ouest de l'église a été construite en 1908. L'intérieur abrite de nombreux objets d'équipement précieux. Il s'agit notamment d'un groupe d'apôtres en bois de style gothique primitif, de fonts baptismaux en forme de calice datant de l'époque romane, d'un retable en trois parties (triptyque) datant de 1634, d'un crucifix avec un corps de style gothique tardif datant de 1480, d'une armoire à sacrements indépendante du XVe siècle, d'une chaire datant de la Renaissance, de tableaux de la tribune du XVIIe siècle, ainsi que de deux lustres en laiton de 1671 et 1685. 
Jusqu'au XXe siècle, St. Clemens était la seule église de l'île. Avec l'arrivée du tourisme balnéaire, le souhait d'avoir sa propre église pour les curistes grandit à Wittdün. En 1903, la chapelle de Wittdün, avec son transept très court, fut finalement construite dans le style néogothique, d'après les plans de l'architecte Hugo Groothoff. Son tableau d'autel est remarquable. Il ne montre pas de scènes bibliques, mais au centre un panorama de la pointe sud d'Amrum, à gauche l'échouage d'un bateau et à droite l'intervention d'un canot de sauvetage. L'échouage représenté est probablement celui du bateau à vapeur Albis le 18 novembre 1922 dans le Rütergat.
L'église catholique filiale de Sainte-Elisabeth à Norddorf a été construite en 1973.

### Cimetières et tombes

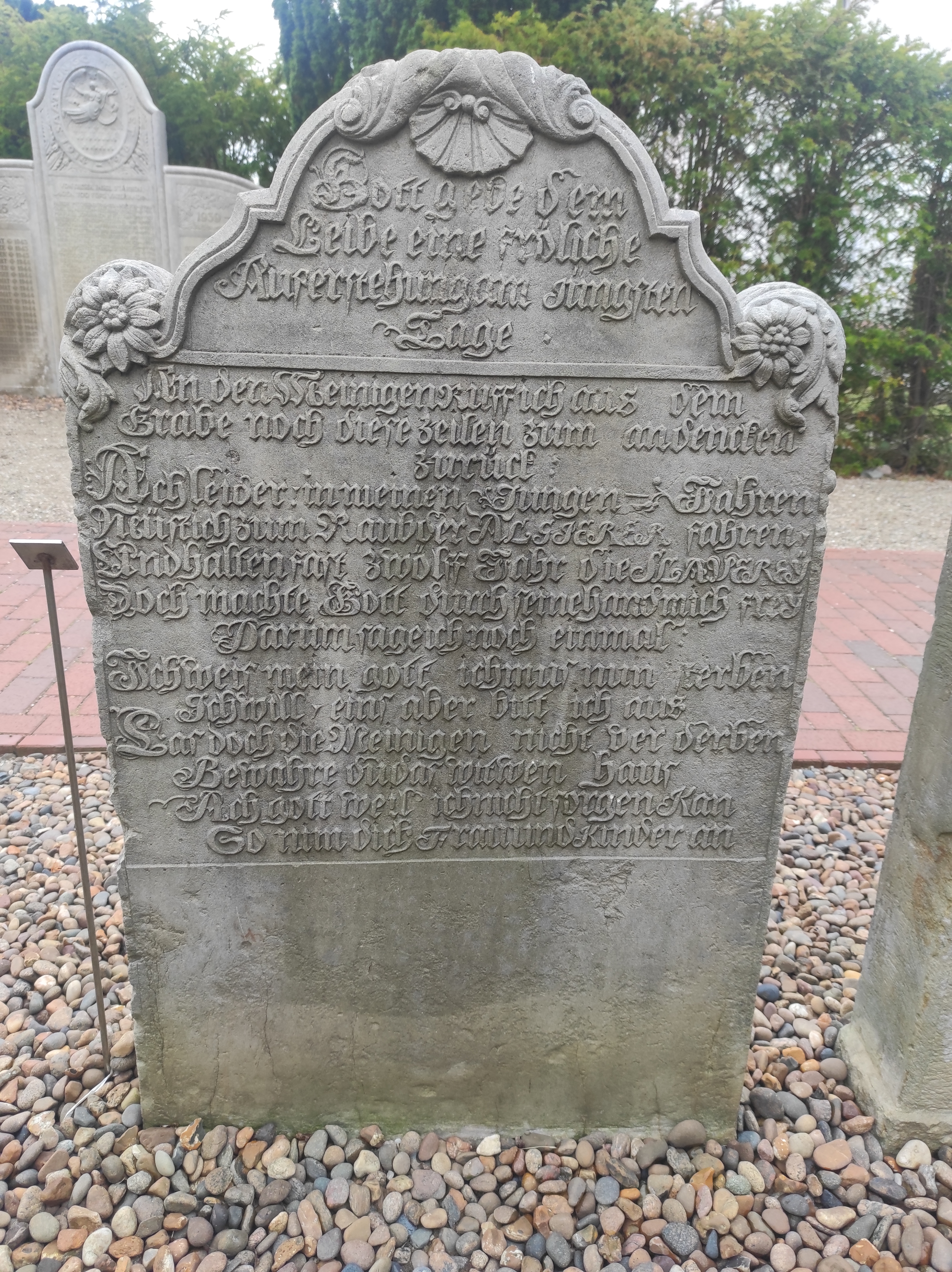
Tombe d'Hark Olufs.

Les pierres tombales parlantes se trouvent dans une zone séparée du cimetière entourant l'église Saint-Clément dans la commune de Nebel. Leurs inscriptions racontent la vie des défunts et/ou contiennent des citations bibliques. Les 152 pierres tombales datent des années 1678 à 1858 et sont principalement en grès. La pierre tombale la plus connue est celle du navigateur Hark Olufs.
Le nouveau cimetière de l'île se trouve depuis 1935 à la sortie de Nebel en direction de Norddorf. Le cimetière abrite également une sépulture de guerre. On y a enterré 49 personnes qui se sont réfugiées et sont mortes à Amrum à la suite de la dictature nazie et à la Seconde Guerre mondiale. Neuf soldats de la marine, morts en 1914 lors d'une bataille navale au large de Heligoland et échoués sur Amrum, ont également trouvé leur dernière demeure dans ce champ. Leurs ossements ont été déplacés en novembre 2012. Auparavant, le cimetière de guerre avait été réaménagé.
Dans le cimetière se trouve une borne à laquelle est fixé un drapeau blanc avec un carré bleu. Ce drapeau fait partie de l'alphabet des drapeaux et représente le S. Depuis août 2012, il rend hommage à un garçon accidenté dont le prénom commençait par un S. En juin de cette année-là, le garçon avait creusé un trou profond sur la plage de Wittdün et y avait été enseveli par le sable. Malgré des recherches immédiates, il n'a pu être retrouvé qu'au bout de trois jours.
Le cimetière des sans nom se trouve à la sortie de Nebel. C'est là qu'ont été enterrés, de 1906 à 1969, 32 corps échoués sur la plage et non identifiables. Selon la chronique de l'église, le cimetière a été aménagé en 1905 par le bailli de la plage, le capitaine Carl Jessen. Il est considéré, avec le cimetière de Westerland et celui de Spiekeroog, comme l'un des cimetières les plus connus des sans nom.
Du néolithique, le lit de dolmens de Nebel a été conservé. Le dolmen de Steenodde est un dolmen recouvert d'un monticule de terre (également appelé mégalithe) datant du néolithique. Il se trouve à la périphérie du village de Steenodde. Le plus grand tumulus d'Amrum, l'Esenhugh, se trouve également à Steenodde. Son âge n'est pas connu. Il est possible qu'il ait été construit à l'âge de pierre ou de bronze. Le cimetière de Steenodde date probablement de l'époque viking (X-XIe siècle). Il comportait à l'origine environ 80 tumulus, dont seuls quelques-uns subsistent encore aujourd'hui. Les morts étaient généralement incinérés et enterrés dans des urnes. D'autres tumulus, datant pour la plupart de l'âge du bronze, sont répartis sur toute l'île. 

### Musées et expositions
Le musée local de l'île se trouve dans le moulin à vent d'Amrum. Il est ouvert d'avril à octobre. Son exposition présente l'histoire d'Amrum ainsi que la faune et la flore d'Amrum. On peut y voir des pièces d'exposition sur le chemin de fer de l'île d'Amrum, le sauvetage en mer et la culture d'Amrum. Dans le cadre d'expositions temporaires, des artistes présentent leurs œuvres créées à Amrum ou à l'extérieur.
La cuisine, le salon et d'autres pièces de l'Öömrang Hüs, construite en 1751 environ, sont aménagés à l'identique et présentent la culture d'habitation insulaire d'autrefois. Outre l'exposition permanente, la maison présente des expositions temporaires dans d'autres pièces. Elle est ouverte d'avril à octobre. La maison appartient à l'association locale et culturelle Öömrang Ferian, fondée en 1974, et sert à l'association, outre sa fonction de musée, également d'archives.

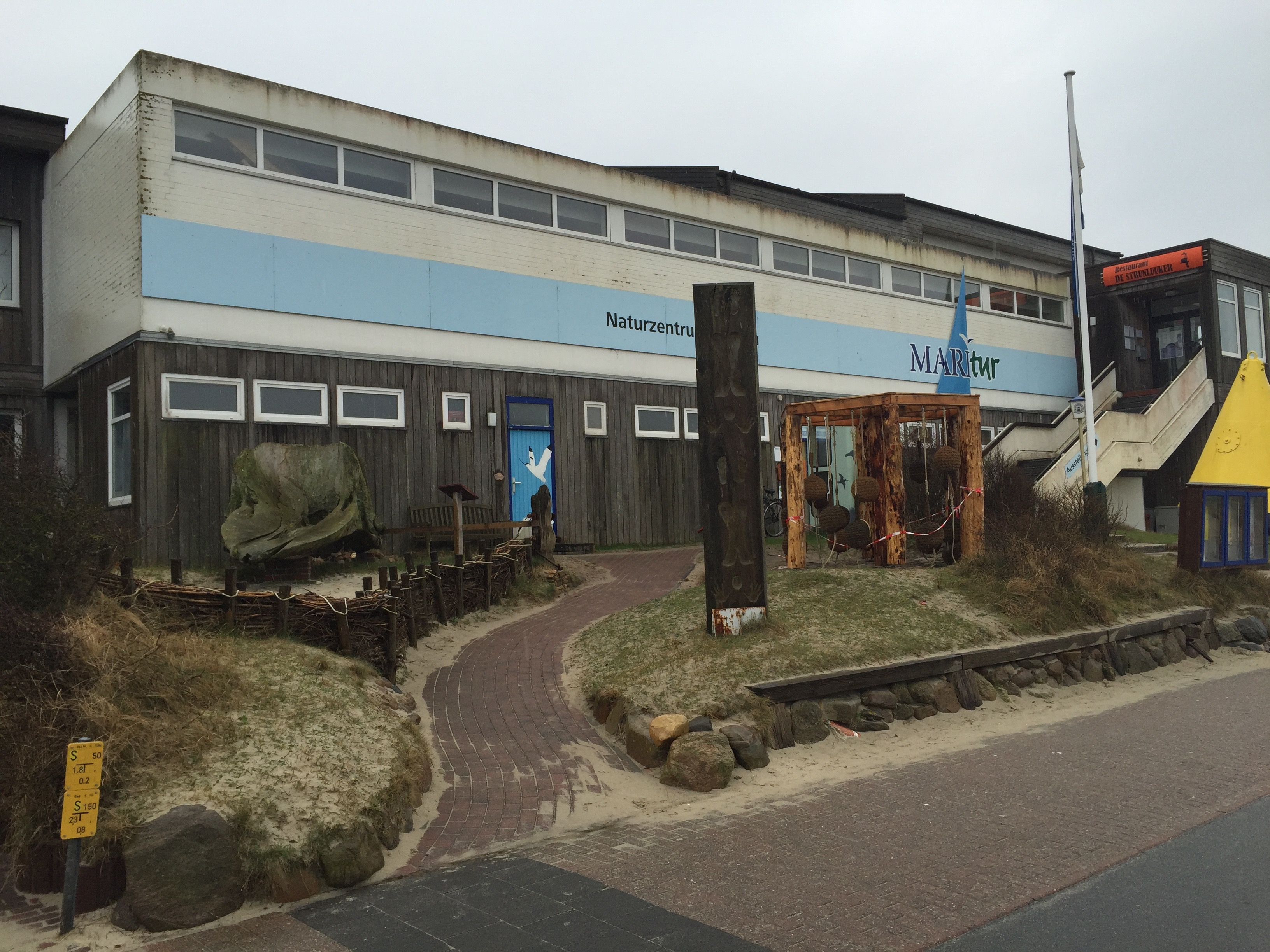
Centre nature de Norddorf.

Le Centre nature d'Amrum, ouvert en 1998 juste avant la plage de Norddorf dans l'ancienne piscine, appartient également à Öömrang Ferian. On y trouve des expositions maritimes et naturalistes qui informent sur l'espace vital de la mer des Wadden et ses habitants. Sont présentés notamment le squelette d'un cachalot, l'histoire de la chasse à la baleine sur les îles de la Frise du Nord et en particulier sur Amrum, ainsi qu'une partie consacrée à l'histoire naturelle. Les visiteurs peuvent s'y informer entre autres sur les baleines vivant dans le Parc national de la mer des Wadden, sur les mammifères marins de passage, sur l'écologie, la biologie et la protection des animaux. Le Maritur se trouve directement au-dessus du centre nature d'Amrum. Depuis 2006, l'Öömrang Ferian y présente deux expositions : Hark Olufs - vendu comme esclave, revenu comme général et Der Kojenmann - Mensch und Natur im Wattenmeer. Les expositions ont été mises à disposition par l'Université de Syddansk, où elles ont été développées sous la direction du professeur Rheinheimer.
L'association de protection de la nature Schutzstation Wattenmeer présente une partie de son exposition sur le parc national de la mer des Wadden à la piscine de Wittdün. Plusieurs aquariums abritent entre autres des crabes de plage, des plies et des bernard-l'hermite. L'exposition, beaucoup plus grande, était installée jusqu'à fin 2014 dans le Nordseehalle, qui a été démoli en janvier 2015.

## Culture

### Langue
Sur Amrum, on parle aujourd'hui principalement l'allemand standard. Parmi les langues indigènes de l'île, on compte le frison et le bas allemand. 
Le dialecte frison d'Amrum, que maîtrise encore un bon quart des habitants, est appelé öömrang. Avec les dialectes de Föhr, Sylt et Heligoland, il forme le groupe de dialectes frisons insulaires du nord, qui se distingue nettement du frison continental du nord. L'öömrang est encore assez proche du frison de Föhr, mais il est déjà difficile à comprendre même pour les locuteurs du dialecte de Sylt, qui appartient à la même branche dialectale. Sur Amrum, le frison est enseigné au jardin d'enfants, à l'Öömrang-Skuul ainsi qu'à l'université populaire. Au niveau du lycée, le frison n'est enseigné qu'à Wyk auf Föhr. Dans l'association Öömrang Ferian, la correspondance est rédigée en frison selon les statuts du 29 mai 1992. La langue de réunion doit également être, dans la mesure du possible, le frison. L'association encourage également la publication de littérature frisonne concernant Amrum et des manifestations telles que des soirées frisonnes et des représentations théâtrales. De nombreux habitants d'Amrum maîtrisent également le bas allemand, car c'était la langue des navigateurs proches de la côte. De plus, après la Réforme, il était la langue de l'église jusqu'en 1720, avant d'être remplacé par le haut allemand. 

### Costumes traditionnels

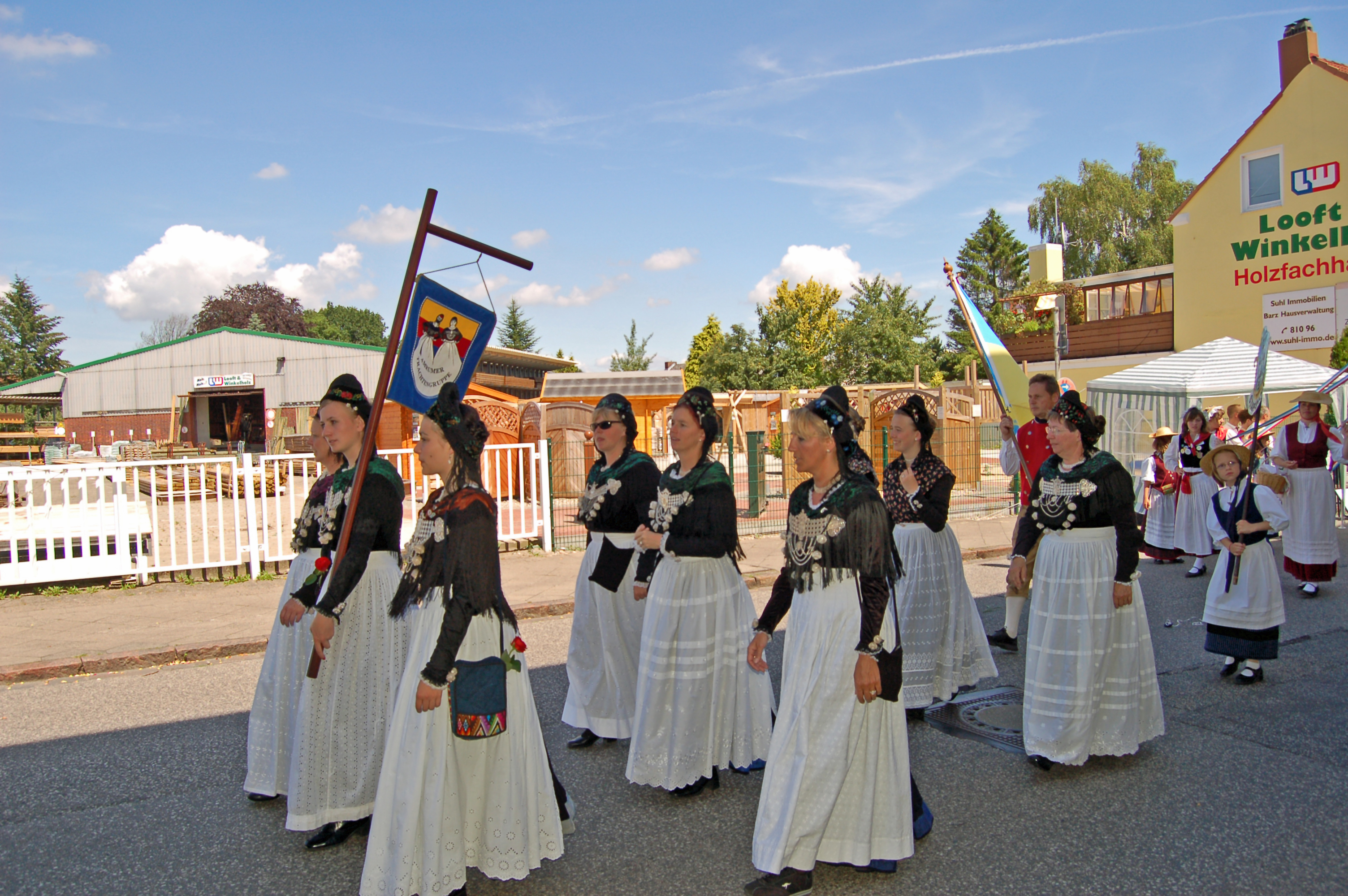
Costumes traditionnels d'Amrum.

Le costume traditionnel d'Amrum est mentionné pour la première fois au XVIe siècle, lorsque les femmes d'Amrum adoptèrent le costume de l'île voisine de Föhr et remplacèrent ainsi le costume quotidien qu'elles portaient jusqu'alors. Ses origines remontent au costume de la cour espagnole,. La couronne du costume d'Amrum remonte jusqu'au Portugal. Au cours des 150 dernières années, le costume n'a pratiquement pas changé. Alors qu'il était encore très coloré jusqu'au XVIIIe siècle, on porte aujourd'hui presque exclusivement le costume du dimanche et le costume de fête en noir et blanc. Il n'y a pas d'équivalent masculin au costume féminin sur l'île d'Amrum. 
Autrefois, la coiffe était nouée autour de la tête par les femmes elles-mêmes. Aujourd'hui, le foulard carré est noué autour de la tête par une habilleuse, plié, relevé par un bourrelet de tissu et fixé par des épingles. Jusqu'au XXe siècle, les femmes portaient principalement des tabliers noirs avec leur costume traditionnel. Au tournant du siècle, les tabliers blancs se sont imposés. Les ornements de poitrine en filigrane sont fabriqués en argent. Sur l'île d'Amrum, il se compose généralement de huit à douze boutons en filigrane ainsi que d'une chaîne à crochets à plusieurs maillons. Celle-ci est constituée d'une chaîne à trois ou quatre rangées de maillons avec une amulette au centre, sur laquelle se trouvent les éléments suivants : la croix, le cœur et l'ancre, symboles de la foi, de l'amour et de l'espoir, les signes des vertus chrétiennes.
Le costume est porté par les jeunes filles et les femmes, surtout à l'occasion de leur confirmation, de leur mariage ou de leur anniversaire, et lors d'événements touristiques comme les soirées au pays.

### Manifestations régulières et coutumes
Amrum a plusieurs coutumes particulières. Le 21 février (öömrang: Piadersinj, en français: soirée de la Saint-Pierre), on fête Biakin. Un grand feu est allumé pour chasser l'hiver. Les gens se noircissent le visage avec de la suie. Ce jour est basé sur l'ancienne fête de la Chaire de Pierre (Öömrang : Piadersdai), qui était à l'origine célébrée le 22 février et qui est également fêtée dans d'autres communes de Frise du Nord.
Le 31 décembre a lieu le Hulken, au cours duquel des groupes d'Amrumiens, généralement jeunes et déguisés de manière fantaisiste, vont de maison en maison, font deviner leur identité et sont ensuite récompensés, selon leur âge, par des friandises ou des boissons alcoolisées comme le Korn.
Le Hualewjonken (en allemand : "Halbdunkeln") est un rassemblement d'Amrumois, généralement masculins, à l'heure du crépuscule, au cours duquel les participants discutent dans la pénombre. Cette coutume est liée à la navigation, qui était la principale activité des Amrumois au cours des siècles précédents. En hiver, lorsque les bateaux ne pouvaient pas naviguer, les marins célibataires en particulier se réunissaient régulièrement l'après-midi pour étudier ensemble.
Avec la participation de la fanfare d'Amrum et du groupe folklorique, le début de l'été est célébré le 21 juin sur le Kniepsand, au large de Nebel, avec une fête du solstice.

## Religion
L'église principale de l'île est l'église St Clemens à Nebel, construite vers 1200. Depuis la Réforme, la majorité de la population d'Amrum est protestante et appartient à la paroisse St Clemens. Celle-ci entretient, outre l'église paroissiale, la maison paroissiale St. Clemens Hüs à Nebel, inaugurée en 1980, et une chapelle construite en 1903 à Wittdün. Au Norddorf, la maison paroissiale protestante, construite en 1929, est utilisée par la paroisse pour les services religieux et autres événements.
Après la Réforme, il n'y avait plus de paroisse catholique romaine. Après la création des stations balnéaires, de plus en plus de visiteurs catholiques affluèrent sur l'île. Ils ont d'abord célébré leur culte à Norddorf dans une petite salle spécialement aménagée à cet effet dans l'hôtel Hüttmann, puis plus tard dans la "Missionshaus". En 1973, l'église filiale de Sainte Elisabeth Amrum fut finalement construite. La paroisse compte aujourd'hui environ 200 membres et fait partie de la grande paroisse de Frise du Nord, dont font également partie les églises de St. Josef (Leck), St. Marien (Wyk sur Föhr), Sankt Peter-Ording, Husum, Nordstrand et Sylt. Une chapelle catholique romaine construite en 1905 à Wittdün fut plus tard démolie au profit d'une droguerie.

## Économie
L'île d'Amrum ne fait pas l'objet de statistiques spécifiques sur le chômage. Les trois communes de l'île font partie de la zone statistique du bureau de Niebüll au sein de la circonscription de Flensburg de l'agence pour l'emploi. En mai 2017, 1 231 personnes y étaient inscrites au chômage, soit 29 ou 2,4 pour cent de plus qu'en mai 2016, et 117 ou 8,7 pour cent de moins que le mois précédent. Le taux de chômage était de 4,7 % (4,2 % en mai 2016 ; 4,7 % le mois précédent). 7,1 %. Dans les îles, le taux de chômage est légèrement inférieur.

### Tourisme
La principale activité économique est le tourisme. Amrum dispose d'environ 12.000 lits d'hôtes. En 2016, un total de 1,29 million de nuitées a été enregistré sur la base des bulletins d'inscription. En revanche, les statistiques de l'Office des statistiques de Hambourg et du Schleswig-Holstein ne recensent que les nuitées dans les 200 établissements d'hébergement de plus de dix lits. On y a compté 800 676 nuitées. Selon ces statistiques, la durée moyenne de séjour était de 10 jours à Nebel, de 8,1 jours à Norddorf ainsi que de 7,8 jours à Wittdün.
Amrum disposait en 2012 d'environ 10.000 lits touristiques. En 2012, on comptait environ 150.000 hôtes hébergés et 1,5 million de nuitées ainsi que 100.000 excursionnistes d'un jour. 133'913 arrivées et 1'265'917 nuitées ont été recensées en 2012, sans compter les hôtes de la clinique pour enfants Satteldüne, des centres de loisirs pour enfants, du foyer scolaire Ban Horn et de l'auberge de jeunesse. Sur ce total, 343.872 nuitées ont été enregistrées à Wittdün, 447.808 à Nebel et 474.237 à Norddorf. 

### Agriculture
L'agriculture est pratiquée dans le centre de l'île et dans les deux zones marécageuses. L'agriculture n'a jamais été très importante en raison du sol sablonneux peu fertile et de la surface cultivable globalement trop petite. Les rendements de l'élevage sont également restés faibles, car il n'y avait pour cela que quelques maigres pâturages, qui étaient en outre en partie submergés lors des marées de vives eaux. En 1910, les quelque 1 000 habitants de l'île possédaient au total 594 têtes de bétail. Parmi eux, on comptait 212 bovins, 42 chevaux, 222 moutons et 118 porcs. C'est surtout Süddorf qui était marqué par l'agriculture, car c'est celui qui profitait le moins du tourisme. Vers 1980, il y avait moins de dix agriculteurs sur Amrum. Aujourd'hui, elle n'est plus pratiquée que par quelques fermes et parfois à titre d'activité secondaire.

### Pêche
Pendant des siècles, la pêche a été la principale source de revenus. Dès le XVe siècle, les habitants de l'île se sont mis à la pêche au hareng. Les revenus de cette activité ont diminué au XVIIe siècle. Au début du XVIIIe siècle, les habitants d'Amrum découvrirent les possibilités économiques de la chasse à la baleine. Celle-ci est restée la principale source de revenus des habitants d'Amrum jusque vers 1860. Ensuite, les habitants de l'île prirent la mer en tant que capitaines ou pilotes de navires marchands. Du XIe   au   XIXe siècle, l'ostréiculture fut également une activité importante. En raison de la baisse des rendements, les habitants de l'île arrêtèrent l'élevage en 1881. Aujourd'hui, l'île compte encore un pêcheur.

### Ports
L'île d'Amrum compte deux ports communaux. Le port de Wittdün est utilisé pour le transport par ferry et le transport de marchandises, tandis que le port de Steenodde sert exclusivement au transbordement de marchandises, principalement du mazout et d'autres combustibles. À Steenodde, 6 117 tonnes de marchandises maritimes ont été transbordées en 2006. À Wittdün, ce chiffre s'élevait à 23 299 tonnes. Les ports de Wittdün et de Steenodde sont exploités par la société Versorgungsbetriebe Amrum.

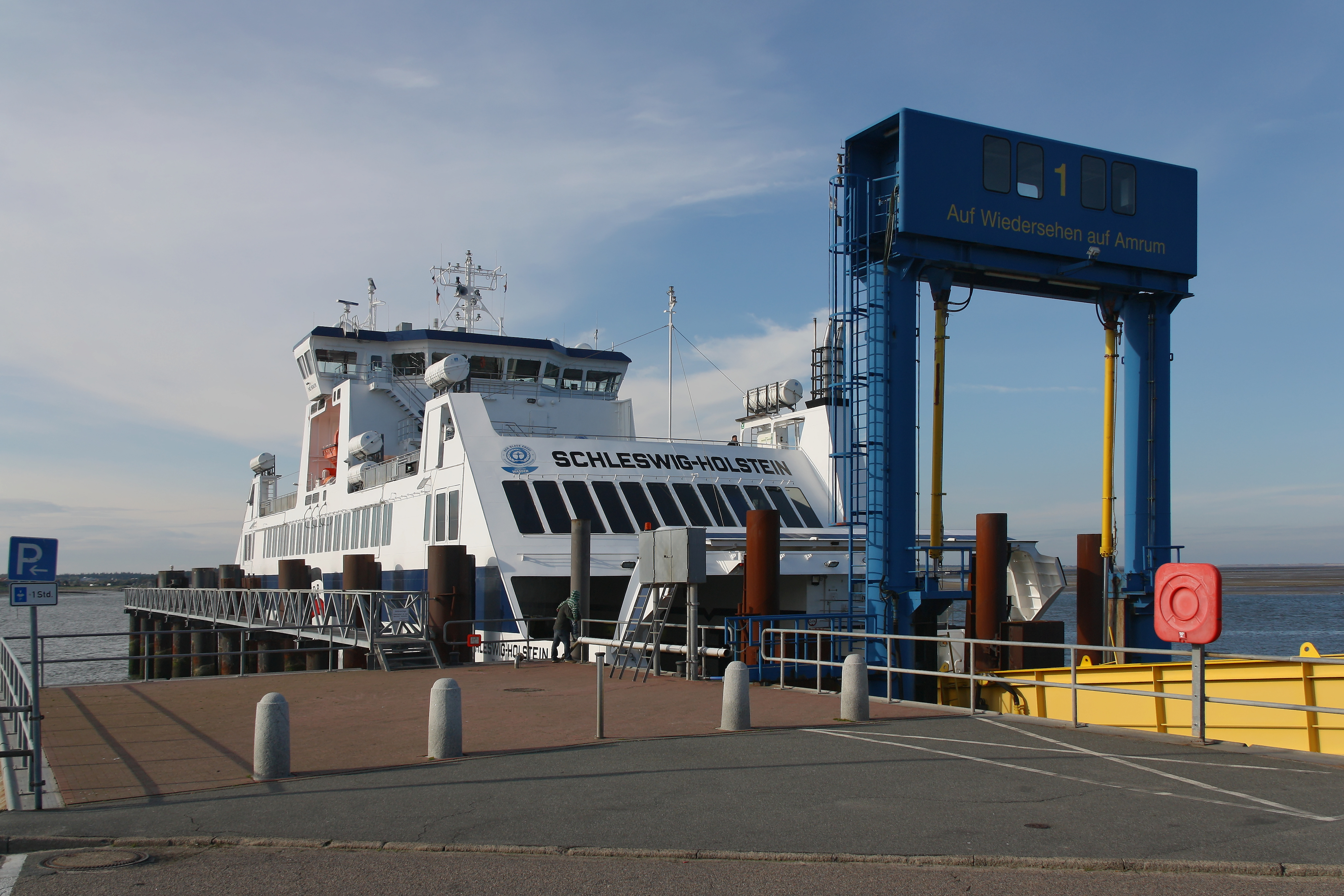
Terminal des ferry à Wittdün.

Le port de Wittdün est né d'une jetée construite en 1890 lors de la création de Wittdün. Près du port de ferry de Wittdün se trouve le port de signalisation maritime géré par le service des eaux et de la navigation de Tönning, qui est utilisé par des navires tels que le baliseur Amrumbank et le croiseur de sauvetage en mer Ernst Meier-Hedde, ainsi que par des bateaux de plaisance. C'est là qu'a été posée en 1915 la première pierre du premier poste d'amarrage, sur l'actuelle jetée nord. Avec les autres ports d'Amrum, il devait servir de port de construction et d'amarrage pour les grandes dragues humides qui commençaient à construire la chaussée Hindenburg entre Sylt et le continent au début des années 1920.
Peu avant la fin du XIXe siècle, le premier débarcadère d'Amrum a été construit à Steenodde pour le transport de marchandises et de personnes. Pendant un certain temps, un petit chantier naval a existé sur le Sandwall près du pont. De 1960 à 1971, Steenodde était le siège de la société Amrumer Schiffahrts AG et le port d'attache du ferry Amrum ou - à partir de 1968 - d'un car-ferry du même nom, qui a desservi le port jusque vers 1985 sur la ligne Schlüttsiel-Hooge-Langeneß-Wittdün-Steenodde.
Un autre port, celui de Kniephafen, situé à l'ouest de Norddorf, s'est complètement ensablé en peu de temps au début du XXe siècle à cause de l'apport de sédiments du Kniepsand. 

## Transports

### Transport maritime
L'île est reliée par une ligne de ferry (avec transport de véhicules) à Wyk sur Föhr et au port continental de Dagebüll. La liaison régulière avec Schlüttsiel et les îles Halligen Langeneß et Hooge a été supprimée à partir de la saison d'été 2019,. Le port de ferry est à Wittdün. En 2016, il a accueilli 2 172 bateaux et 604 811 personnes. Par rapport à l'année précédente, cela représente une baisse de 9,7 % des débarquements de bateaux et de 11,7 % du trafic de passagers. La plupart des touristes arrivent par Dagebüll. De là, le ferry de la Wyker Dampfschiffs-Reederei (W.D.R.) met 90 minutes pour une liaison directe Dagebüll-Amrum, et environ 120 minutes pour la liaison plus fréquente via l'île voisine de Föhr.
Pendant les mois d'été, la compagnie maritime Adler-Schiffe relie Wittdün à Hörnum sur l'île de Sylt, Hallig Hooge et Strucklahnungshörn sur l'île de Nordstrand dans le cadre d'un horaire de ferry régulier (uniquement pour les passagers), et l'Adler IV relie Hörnum à Wittdün et Wyk sur l'île de Föhr. Des excursions à bord de l'Eilun sont organisées au départ du port du ferry pendant le semestre d'été.

### Transport routier
En juillet 2007, 1 343 voitures, 139 camions, 95 motocyclettes ainsi que 298 remorques étaient immatriculés sur Amrum. C'est dans la commune de Wittdün que le taux de motorisation était à l'époque le plus élevé. 
Outre la voiture, le vélo est le principal moyen de transport ; le réseau de pistes cyclables est bien développé. De nombreux loueurs de vélos permettent également aux touristes qui arrivent sans vélo de se déplacer. Une ligne de bus relie Norddorf, Nebel, Süddorf et Wittdün presque toutes les heures (toutes les demi-heures en haute saison). La ligne de bus est exploitée par la W.D.R., tout comme les lignes de car-ferry.
La route goudronnée reliant Wittdün à Norddorf a été achevée en 1939.

### Transport aérien
En 1928, un terrain d'aviation a été aménagé sur la lande au sud de Norddorf. Les personnes impliquées dans la Vogelkoje toute proche s'y opposèrent toutefois. Ils obtinrent gain de cause devant le tribunal. Le jugement a limité le trafic aérien à quelques mois d'été, jusqu'au mois d'août. Le nombre de passagers n'a pas répondu aux attentes, si bien que le trafic aérien a rapidement cessé. Une nouvelle tentative d'aménagement d'un aérodrome eut lieu après la Seconde Guerre mondiale. Celles-ci furent rejetées pour des raisons de protection de la nature et du paysage. Depuis lors, Amrum est la seule des quatre grandes îles de la Frise du Nord (outre Amrum, il s'agit de Sylt, Föhr et Pellworm) à ne pas avoir d'aérodrome. Il existe à Nebel un terrain d'atterrissage pour hélicoptères aux normes habituelles. Elle est utilisée exclusivement pour les transports d'urgence ou les transports sanitaires urgents vers le continent.

### Transport ferroviaire
En 1893, la société anonyme Wittdün und Amrum lança l'essai d'un chemin de fer sur la ligne Wittdün-Wittdün Strand. En 1901, le service ferroviaire débuta sur la ligne Wittdün-Nebel. Un an plus tard, le chemin de fer de l'île d'Amrum était exploité jusqu'au port de Norddorf et atteignait ainsi presque la longueur maximale du réseau, qui comprenait environ 14 km dans son extension maximale. Bien que le chemin de fer de l'île ait cessé de fonctionner depuis longtemps, il existe une "locomotive" à pneus - un véhicule tout-terrain Toyota transformé - avec deux remorques, qui est utilisée pour les visites touristiques sous le nom de "Amrumer Inselbahn" ou "Insel-Paul". 

## Formation
Le jardin d'enfants d'Amrum accueille actuellement 86 enfants. L'Öömrang-Skuul est une école primaire et communautaire avec une partie centre de soutien de l'administration de Föhr-Amrum à Nebel. En 1968, les trois écoles primaires de Wittdün, Nebel et Norddorf y ont été regroupées sous le nom de Dörfergemeinschaftsschule Amrum. En tant qu'école secondaire avec une partie d'école primaire et une partie d'école secondaire, elle mène au diplôme de fin d'études secondaires. L'école s'est installée dans un nouveau bâtiment situé au centre de Süddorf. Depuis 2002, elle s'appelle Öömrang Skuul (en français : "école d'Amrum"). Elle est fréquentée par environ 200 élèves. Parmi eux, 80 sont dans l'enseignement primaire et 120 dans l'enseignement secondaire. Dans les classes, l'enseignement est dispensé sur plusieurs années et plusieurs types d'écoles.
Pour obtenir le baccalauréat, les élèves ont le choix entre l'Eilun-Feer-Skuul à Wyk sur l'île de Föhr après la 10e année et les lycées professionnels de l'école professionnelle de Niebüll. Les filières proposées sont l'économie agricole, l'alimentation, la technique et l'économie. L'Öömrang Skuul a conclu des accords de coopération avec l'Eilun-Feer-Skuul ainsi qu'avec les lycées professionnels de Niebüll, qui garantissent une place aux élèves d'Amrum qui remplissent les exigences en matière de moyenne.
Pour l'éducation des adultes, l'université populaire d'Amrum, fondée en septembre 1977, propose des cours. Elle utilise les locaux de l'Öömrang-Skuul pour son offre de cours. L'institution est gérée par une association forte de 120 membres. Des bibliothèques publiques se trouvent dans les locaux de lAmrumTouristik Norddorf et dans lÖömrang-Skuul. Le centre de jeunesse (JUZ) se trouve à l'entrée de Nebel, sur le terrain de sport en face du moulin à vent. L'organisme responsable est l'association pour la promotion d'un centre de jeunesse sur Amrum. Il est subventionné par l'arrondissement de Frise-du-Nord, qui prend en charge les frais de personnel du centre de jeunesse.

## Médias
En tant qu'île marquée par le tourisme, tous les journaux et magazines courants sont disponibles sur Amrum. Tous les médias imprimés sont amenés sur l'île le matin par le premier ferry au départ de Dagebüll. Le quotidien local s'appelle Der Insel-Bote. Il rend compte de l'actualité locale sur Föhr, Amrum et les Halligen. Ses prédécesseurs étaient le journal Westsee Inseln, paru pour la première fois en 1870. En 1880, le "Insel-Bote" a été fondé et en 1954, il a été intégré à la maison d'édition Flensburger Zeitungsverlag. AmrumTouristik est l'éditeur de plusieurs publications : Amrum Aktuell est le calendrier des manifestations de l'île qui paraît chaque semaine. Le tirage annuel est estimé à 250 000 exemplaires. Der kleine Amrumer est un magazine annuel. Les articles sont consacrés à des thèmes culturels et historiques, des histoires de la vie quotidienne ou des reportages sur la nature de l'île. Le Kleine Amrumer est tiré à 35 000 exemplaires. AmrumNews est le journal en ligne officiel de l'île d'Amrum, avec des informations quotidiennes.
Depuis le 25 septembre 2010, FriiskFunk diffuse une émission de radio en langue frisonne du Nord tous les jours de la semaine de 8 à 9 heures du matin via le offener Kanal Westküste. La production des contributions en langue frisonne est financée par la fondation Ferring et le Conseil frison. Le studio radio est installé dans les bâtiments de la fondation Ferring à Alkersum, où les émissions sont produites en collaboration avec le canal ouvert du Schleswig-Holstein. La radio scolaire "Strandgut" de l'Öömrang Skuul est également régulièrement à l'antenne. Le programme est également diffusé par le offener Kanal Westküste. Le canal ouvert exploite pour cela le studio extérieur Nebel/Amrum à l'Öömrang Skuul, qui est également à la disposition des habitants d'Amrum. Depuis 2006, Arjan Kölzow exploite sa "Radio Öömrang", qui émet chaque année uniquement pour le Biikebrennen, le 21 février. Le programme est diffusé par ondes courtes et peut donc être capté dans le monde entier. L'émission en frison et en anglais s'adresse aux émigrants et à leurs descendants. 

## Santé
Les soins médicaux des insulaires et des touristes sont assurés par deux médecins conventionnés (médecine générale), deux dentistes et deux pharmacies. Le poste de secours d'Amrum couvre l'ensemble de l'île avec ses deux véhicules de secours et apporte, en cas de besoin, un soutien médical à l'équipage du croiseur de sauvetage maritime de la Deutsche Gesellschaft zur Rettung Schiffbrüchiger (DGzRS). Deux spécialistes en anesthésie et en médecine générale travaillant et vivant sur l'île assurent les soins médicaux d'urgence. Les véhicules du poste de secours sont à quatre roues motrices et sont donc en mesure d'intervenir sur les zones sablonneuses de l'île.
Il n'y a pas d'hôpital sur Amrum. Il existe des cliniques sur Sylt, sur le continent et sur l'île voisine de Föhr. La clinique insulaire de Föhr-Amrum était la dernière à disposer d'une maternité sur une île de la mer du Nord. Depuis, les accouchements doivent avoir lieu sur le continent, par exemple à la clinique de Husum.
En outre, il existe sur l'île de nombreux établissements de rééducation spécialisés dans le traitement des maladies de la peau et du métabolisme, des maladies des organes respiratoires, des troubles de l'alimentation et plusieurs cliniques de cure pour mères/pères et enfants.
Si les insulaires ou les visiteurs doivent être transportés vers un hôpital sur le continent ou sur l'île voisine de Föhr, le transfert par hélicoptère est le plus rapide. L'hélicoptère stationné sur le site de Niebüll met environ 10 minutes pour se rendre à Amrum. Un hélicoptère est stationné à Rendsburg et dispose également d'une autorisation de vol de nuit. De là, le temps de vol est d'environ 35 minutes. Toutefois, en raison des conditions météorologiques, l'île ne peut pas être desservie par les hélicoptères de sauvetage pendant environ 150 jours/nuits par an. Dans ces cas-là, il est possible de faire appel à l'armée allemande ; avec le "SAR 10" de la marine, un hélicoptère gros porteur de type "Seaking" est stationné à Heligoland. Le temps de vol vers Amrum est d'environ une heure. Les transports en ambulance ne sont en revanche possibles que de manière limitée en raison des liaisons par ferry. La DGzRS effectue également des transports de malades. La durée du trajet jusqu'à Föhr est d'environ 40 minutes, en fonction du niveau de l'eau. Le croiseur de sauvetage en mer met environ une heure pour atteindre le continent. À cela s'ajoute le trajet terrestre entre les embarcadères respectifs et l'hôpital de destination.

## Énergie
Contrairement au Schleswig-Holstein continental (et à une installation sur l'île voisine de Föhr), il n'y a pas d'éoliennes sur l'île. Le parc éolien d'Amrumbank West, avec 80 éoliennes, a été construit à environ 36 km au sud d'Amrum, et le parc éolien de Nordsee Ost, avec 48 éoliennes, à environ 30 km à l'ouest de l'île. Tous deux sont situés hors du champ de vision, mais on peut parfois les voir comme des mirages.

## Approvisionnement et élimination des déchets
Amrum est alimentée en électricité depuis Föhr par deux câbles sous-marins de 4,5 kilomètres. L'île voisine elle-même est reliée au réseau électrique du continent par trois câbles sous-marins de neuf kilomètres chacun, via Emmelsbüll-Horsbüll. La ligne vers Norddorf est doublée afin d'assurer l'approvisionnement même en cas de panne d'un câble sous-marin. Depuis qu'il a fait installer en 2010 un transformateur propre à Amrum sur l'île voisine de Föhr, au niveau de la sous-station d'Utersum, l'exploitant du réseau Schleswig-Holstein Netz peut exploiter séparément les réseaux électriques des deux îles. Depuis lors, les dommages subis par un réseau électrique d'une île n'ont pas de répercussions sur le réseau de l'autre île. La Schleswig-Holstein Netz AG exploite également le gazoduc de quatre kilomètres reliant Föhr à Amrum ainsi que le gazoduc de dix kilomètres reliant Emmelsbüll-Horsbüll à Föhr, par lequel les îles sont approvisionnées en combustible. Le mazout et les autres combustibles sont livrés par le port de fret de Steenodde.
Amrum est située sur une lentille d'eau douce, d'où elle tire son eau potable. La consommation journalière varie fortement. En hiver, l'île consomme environ 600-700 mètres cubes par jour. En été, elle se situe entre 1 800 et 2 100 m3. Les services publics d'Amrum entretiennent depuis 1975 l'usine d'eau responsable de l'approvisionnement à Nebel-Westerheide. Elle dispose de cinq puits d'environ 40 à 50 mètres de profondeur par lesquels l'eau est pompée, de trois chaudières dans lesquelles l'eau des puits est filtrée sur du calcaire et de deux bassins de 800 000 litres qui stockent l'eau potable. La consommation journalière en basse saison est ainsi assurée même si les pompes des puits tombent en panne. Les ménages de Norddorf s'approvisionnaient encore eux-mêmes en eau potable par des puits jusqu'en 2006, avant que la commune ne soit également raccordée à l'approvisionnement central en eau potable,.
Le réseau d'égouts de l'île est long d'environ 27 kilomètres au total. Ils mènent aux deux stations d'épuration de Wittdün et de Nebel. Là aussi, la quantité d'eaux usées, qui varie fortement, pose problème. En hiver, il y arrive si peu d'eaux usées que les installations ne peuvent pas être utilisées à pleine capacité et ne transportent pas toujours assez de nutriments pour une épuration optimale. Le ramassage des ordures est assuré par une entreprise privée. Les déchets sont transportés vers le continent via la station de collecte située dans la zone industrielle de Süddorf. 

## Personnalités
- Hark Olufs, marin, esclave puis commandant militaire au service du bey de Constantine, et né à Amrun en 1708 et y est mort en 1754.
- Georg Quedens, photographe et écrivain, né à Norddorf en 1934.

## Galerie

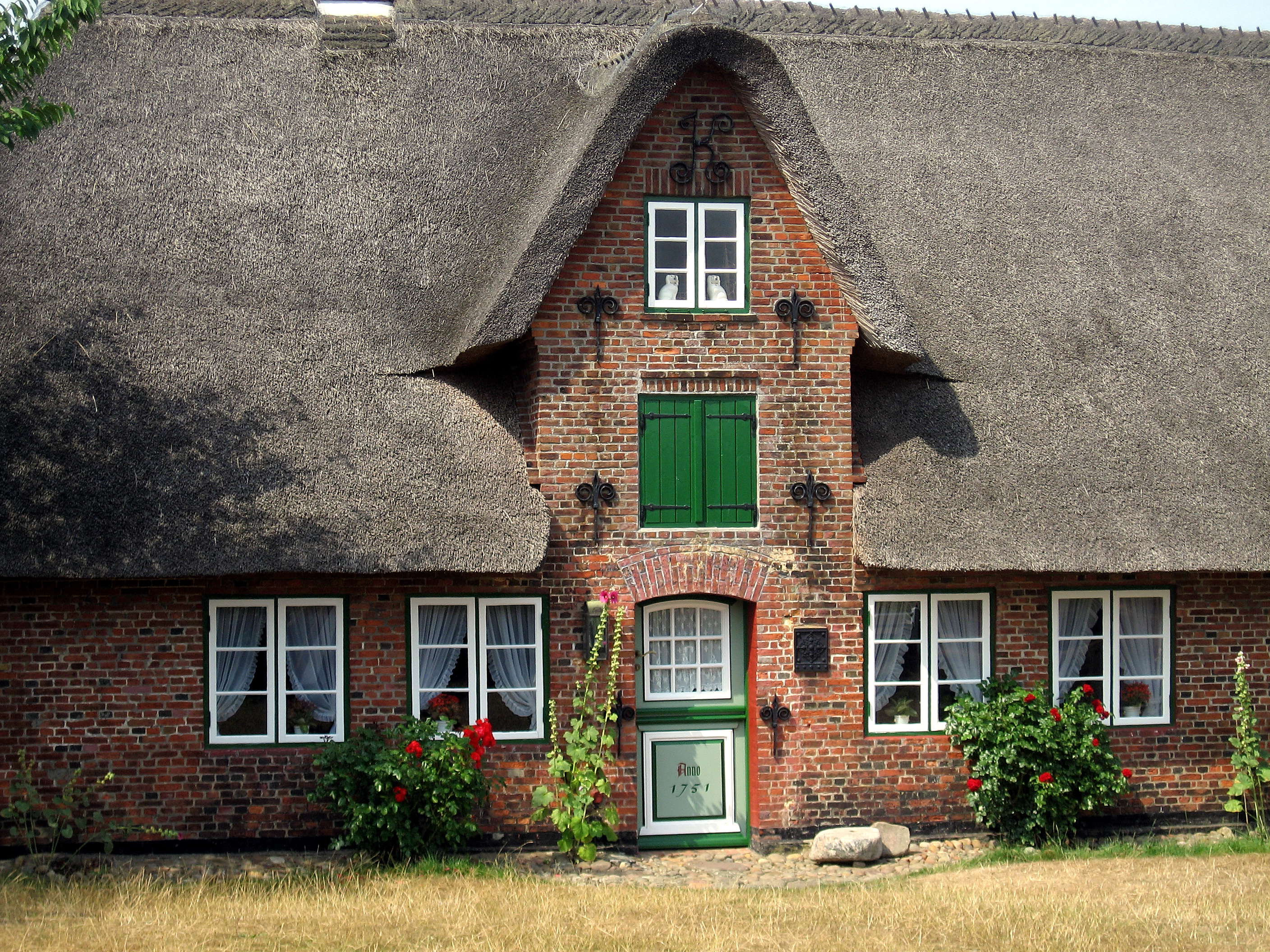
Le Öömrang Hüs, musée d'histoire locale.
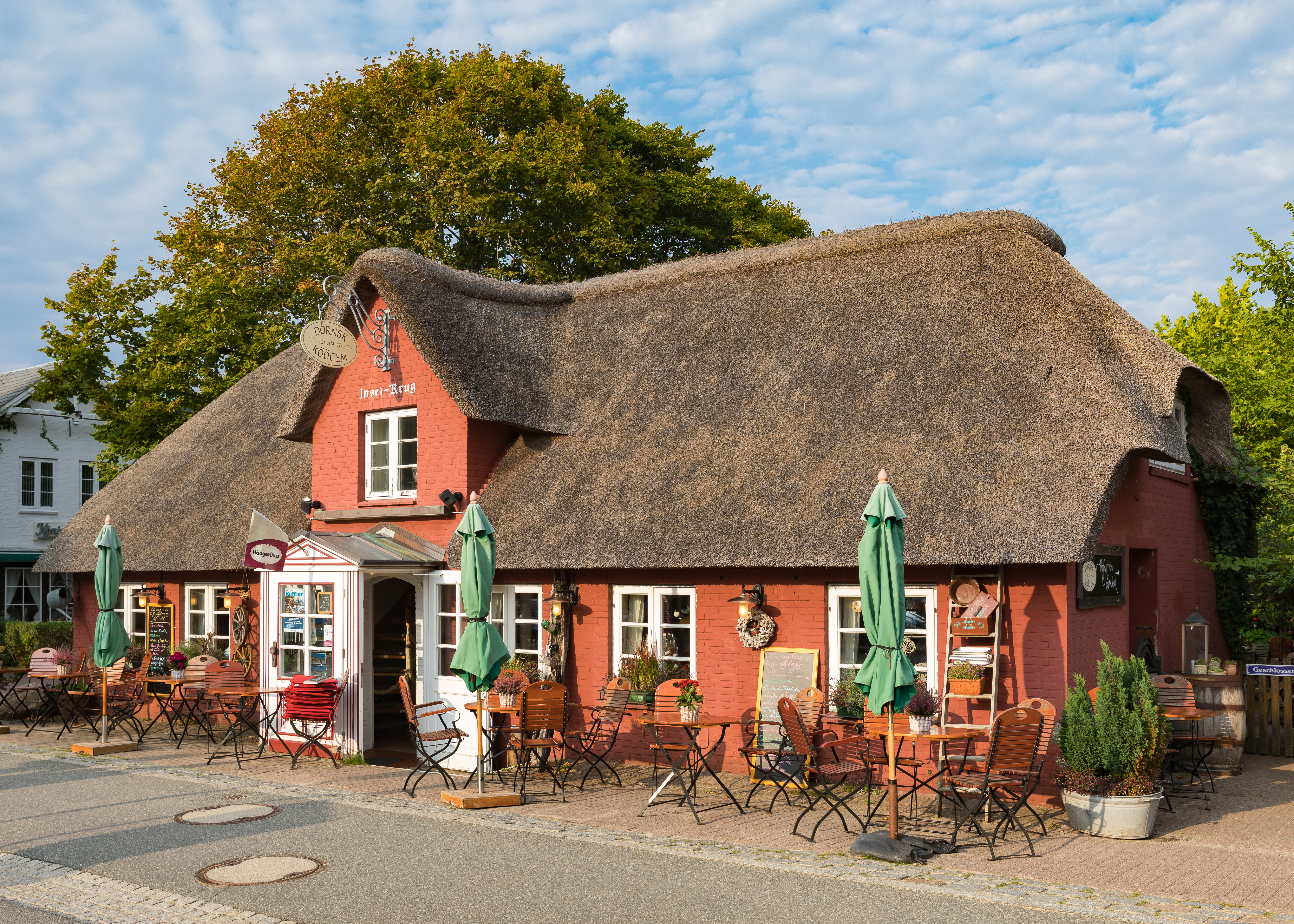
Maison historique Dörnsk an Köögem à Amrum. Photo septembre 2017.
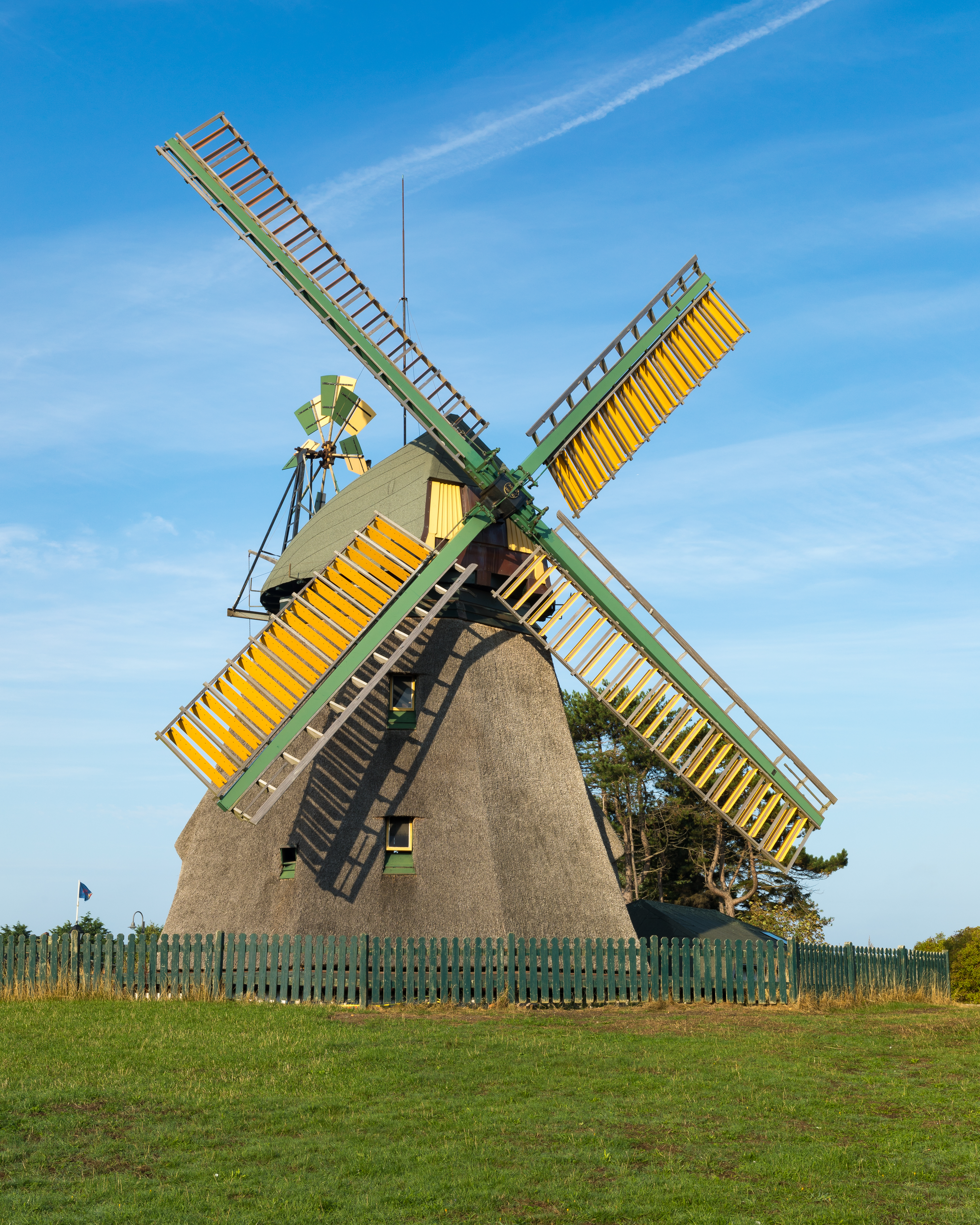
Moulin à vent à Amrum près de Nebel. Photo septembre 2018.
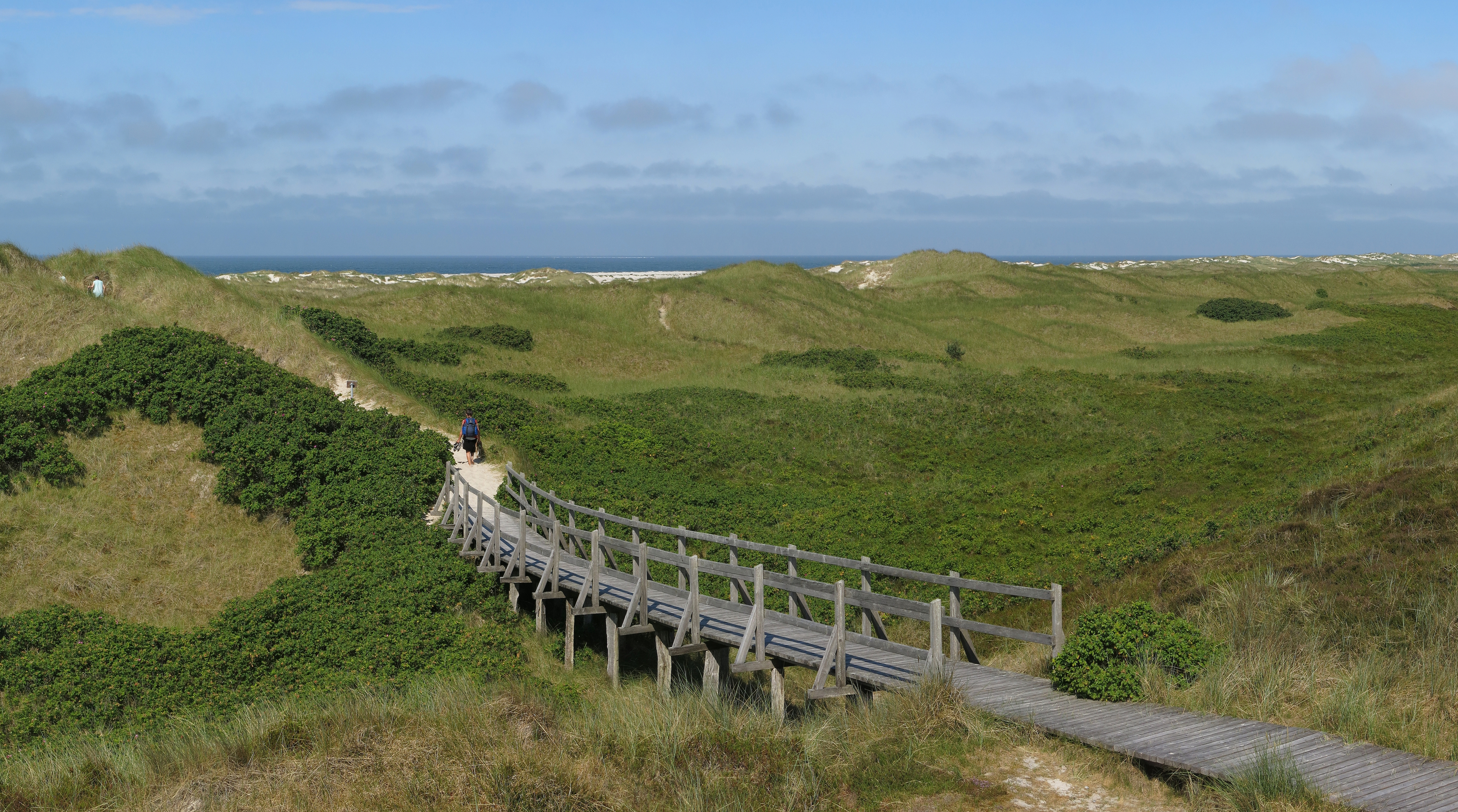
Chemin à travers les dunes à Amrum. Juillet 2018.

## Amrum dans la fiction
- Mörder auf Amrum, thriller allemand de Markus Imboden sorti en 2010, avec Hinnerk Schönemann dans le rôle principal.
- Engloutie, roman, thriller écrit par Arno Strobel (juillet 2019).